# Salsa di pomodoro
La salsa di pomodoro è un condimento a base di frutti di pomodoro (Solanum lycopersicum). È una delle cinque salse madri riconosciute dalla cucina internazionale.
La salsa di pomodoro si distingue dalla polpa di pomodoro (talvolta usato come sinonimo) per il fatto che quest'ultima è costituita da pezzi di pomodoro più o meno grossi e distinguibili, mentre nella salsa di pomodoro i pezzi sono finemente tagliati e indistinguibili.

## Storia

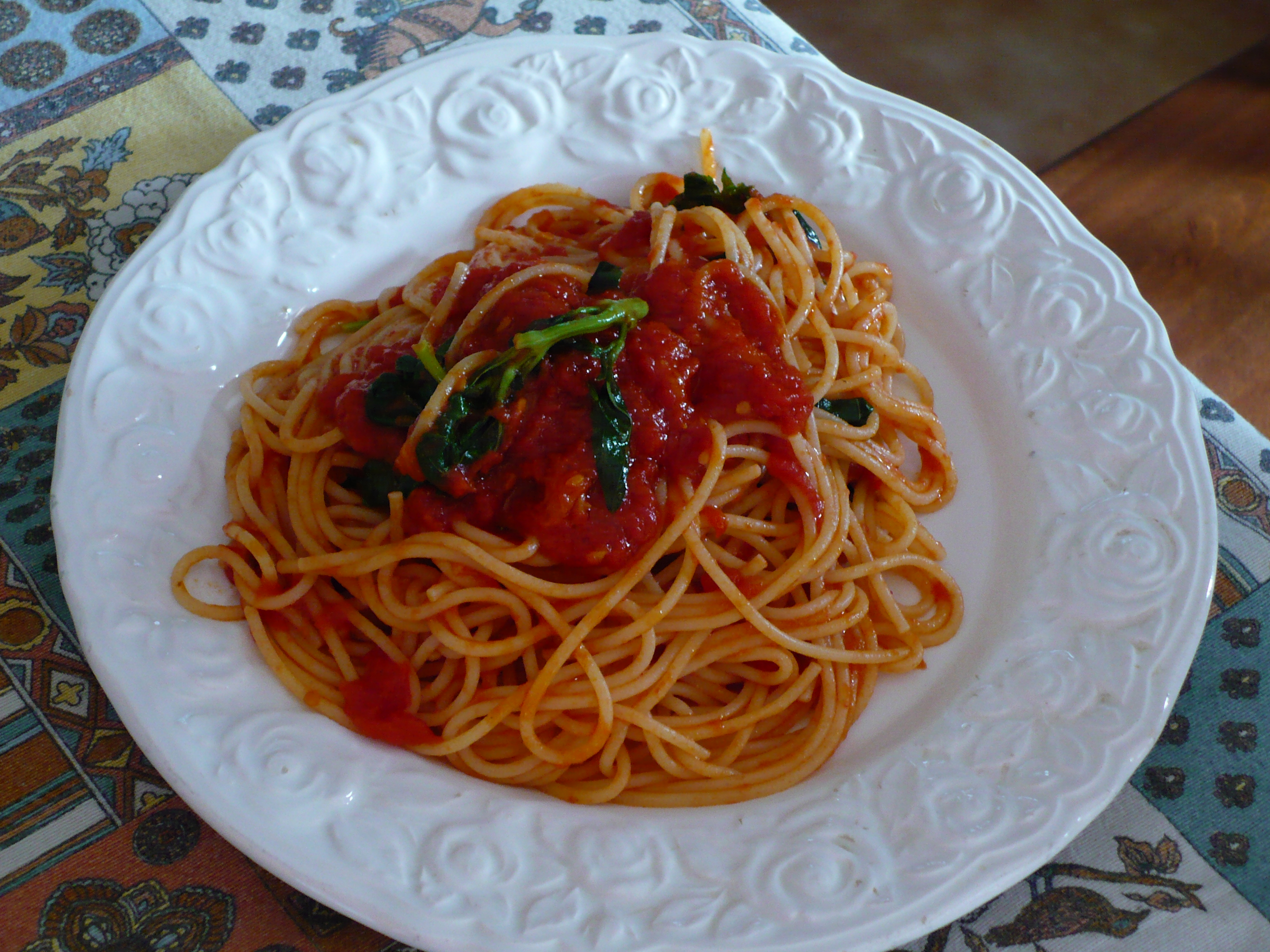
Spaghetti conditi con salsa di pomodoro.

Si pensa che la salsa di pomodoro, così come quella simile al tomatillo, risalga all'antichità, quando veniva preparata tra le popolazioni dell'America centrale e meridionale e impiegata come ingrediente di base per molti piatti. Tuttavia, le devastazioni portate dai coloni europei, soprattutto spagnoli, portarono a un'eliminazione di molte testimonianze inerenti alla cucina locale e con esse anche quelle riguardanti la salsa di pomodoro.
Si pensa erroneamente che il pomodoro sia stato fondamentale nella cucina italiana sin da quando iniziò a essere importato nella penisola dalle Americhe. Benché il frutto fosse stato esportato dal Nuovo Mondo in Europa tramite gli spagnoli durante il XVI secolo, la salsa al pomodoro fece il suo ingresso relativamente tardi nella cucina dell'Italia. Il primo documento in lingua italiana che la cita è infatti Lo scalco alla moderna, pubblicato per la prima volta a Napoli nel 1692 da Antonio Latini. Tuttavia tale ricetta era più propriamente una sorta di insalata di pomodori cotti più che di una vera salsa. La prima opera che propose in maniera sistematica l'utilizzo di una salsa di pomodoro è Il cuoco galante del 1773, un ricettario pubblicato da Vincenzo Corrado che spiega come preparala in tredici modi diversi. Sebbene l'opera confermi l'utilizzo diffuso del pomodoro nel Meridione, anche in questo caso si tratta di salse pensate per accompagnare le portate (mai la pasta), non entrando di fatto nella composizione della pietanza. La prima opera che illustra una ricetta nella quale i pomodori vengono suggeriti come condimento per le pastasciutte viene attribuita a Francesco Leonardi che, nella sua monumentale opera in sei volumi, L'Apicio moderno , propone il ragù di maccaroni (pag. 25, IV Vol.), con la quale ci rimanda ai maccaroni alla napolitana. Questa consolidata tradizione verrà confermata nel 1807, quando, sempre a Napoli, verrà dato alle stampe La cucina casereccia di M.F. Il primo ricettario nel quale la salsa di pomodoro cessa di essere un semplice companatico ed entra finalmente nella preparazione della pietanza; in questo caso, il  Ragù di vacca o di vitello, la prima del Ragù alla napoletana. Infine nell'edizione del 1844 (ed. I, 1837) della sua opera Cucina casereccia fece la sua prima comparsa la più nota delle salse "all'italiana", con il basilico, l'aglio e l'olio. Ricordiamo che sebbene venga spesso menzionato per essere stato il primo a proporre un abbinamento tra pasta e salse di pomodoro, in nessuna opera del Nebbia, se non in edizioni tarde di ottocento inoltrato, compare questo connubio, nemmeno indirettamente. A questo autore va riconosciuto comunque il merito di essere il primo autore a proporre il riso con il pomodoro, e fu anche il primo a proporre la mantecatura (ed. I, p. 24).
La sauce tomate con pomodoro, maiale salato, cipolle, timo e aglio è considerata una delle cinque salse più importanti della haute cuisine, che venne codificata dal Auguste Escoffier agli inizi del XX secolo.
La salsa di pomodoro è diffusa in tutto il mondo in molteplici varianti. Assolutamente degna di nota è il ketchup, originaria della Cina (dove però veniva preparata usando il pesce e non il pomodoro) e resa popolare in tutto il mondo grazie all'azienda statunitense Heinz agli inizi del Novecento. Nei paesi di lingua inglese, la salsa al pomodoro per condire la pasta viene soprannominata pasta sauce.

## Preparazione

### In Italia
In Italia, la salsa di pomodoro è un sugo ottenuto dalla cottura della polpa dei pomodori nell'olio di oliva e utilizzato nella cucina italiana per molte preparazioni. È una delle cinque salse madri, dalle quali derivano tutte le salse.
Si hanno molte varianti regionali nella ricetta. Generalmente si utilizza un soffritto in olio di cipolla o aglio, oppure - soprattutto nell'Italia Settentrionale - di sedano, carota e cipolla; si insaporisce con pepe o - nel Meridione - con peperoncino; talvolta si aggiunge un'erba aromatica, come basilico, prezzemolo, origano. Il pomodoro può essere utilizzato nella forma di passato o anche di conserva diluita.